# DVD-програвач

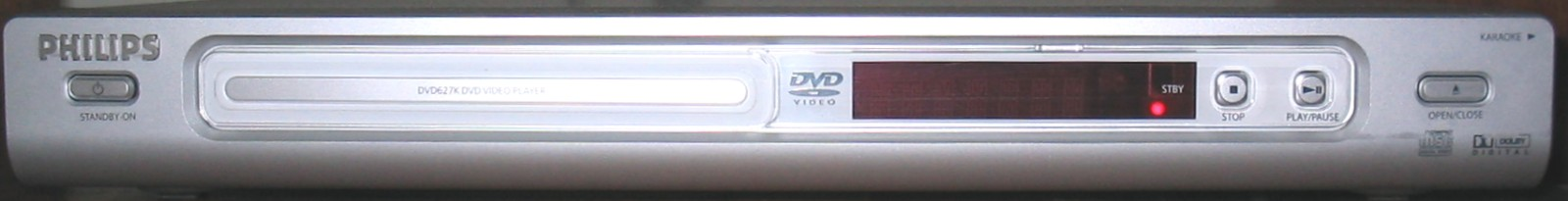
Вигляд спереду

DVD-програвач або DVD-плеєр (англ. DVD player) — пристрій, який відтворює диски DVD-Video і DVD-Audio, двох різних і несумісних технічних стандартів. Він був винайдений в 1994 році.

## Технічні деталі
DVD-програвач має виконувати такі завдання:
- Читати DVD-диски в форматі ISO — UDF версії 1,02
- опціонально розшифровувати дані або з CSS і / або Macrovision
- читати і дотримуватися коду регіонального блокування DVD і виводити на екран попередження, якщо DVD не підтримується
- декодувати потік відео MPEG-2 з максимумом 10 Мбіт/с (піковий), або 8 Мбіт/с (безперервний)
- декодувати звук у форматі MP2, PCM чи AC-3 і виводити (з опціональним AC-3 у стереопониженні) на стерео-роз'єм, оптичний або цифровий електричний роз'єм
- виводити відеосигнал: або аналоговий (у форматі NTSC, PAL або SECAM) на композитний, S-Video, SCART, або гніздо компонентного відео або цифровий на роз'єми DVI або HDMI

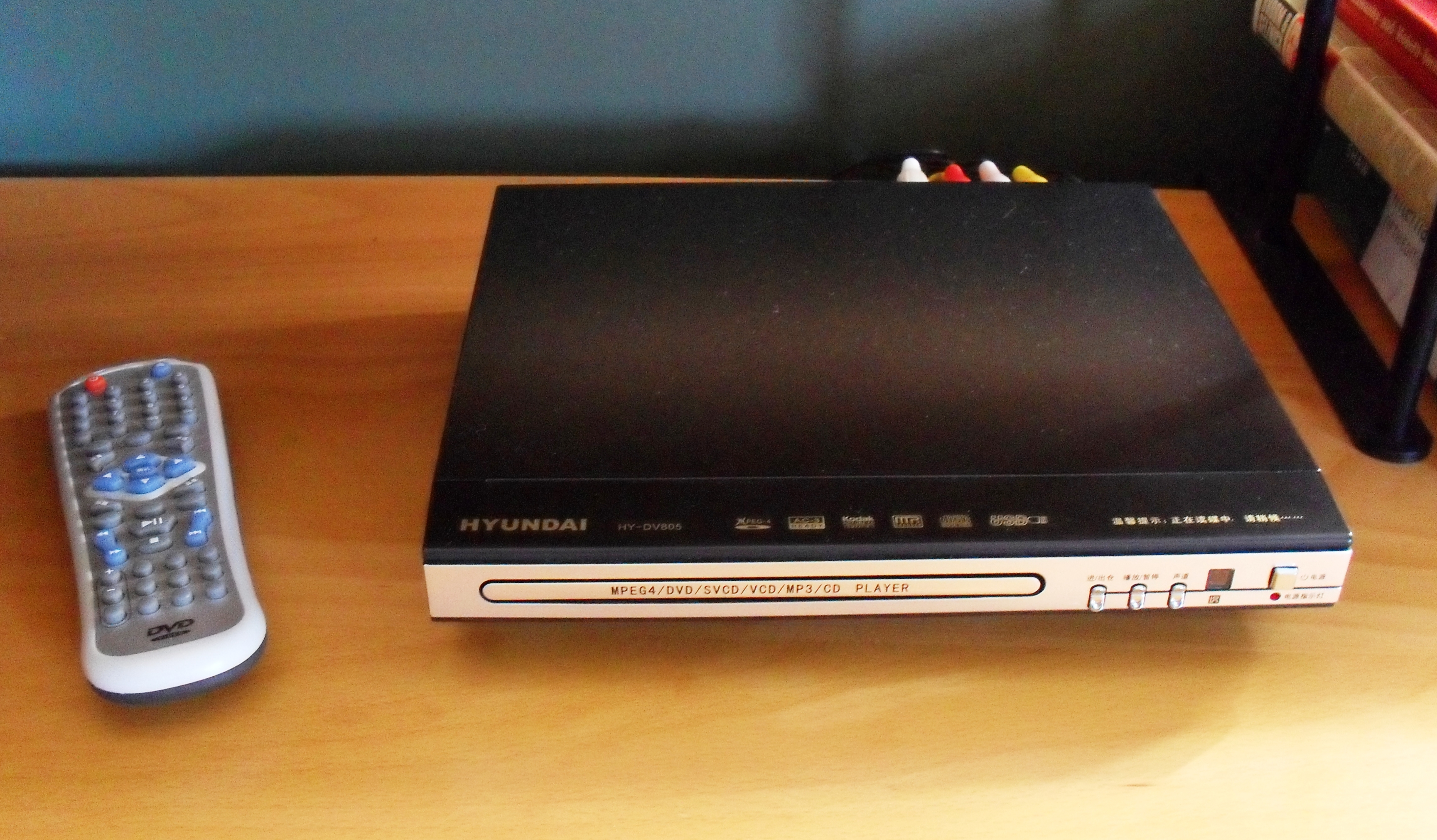

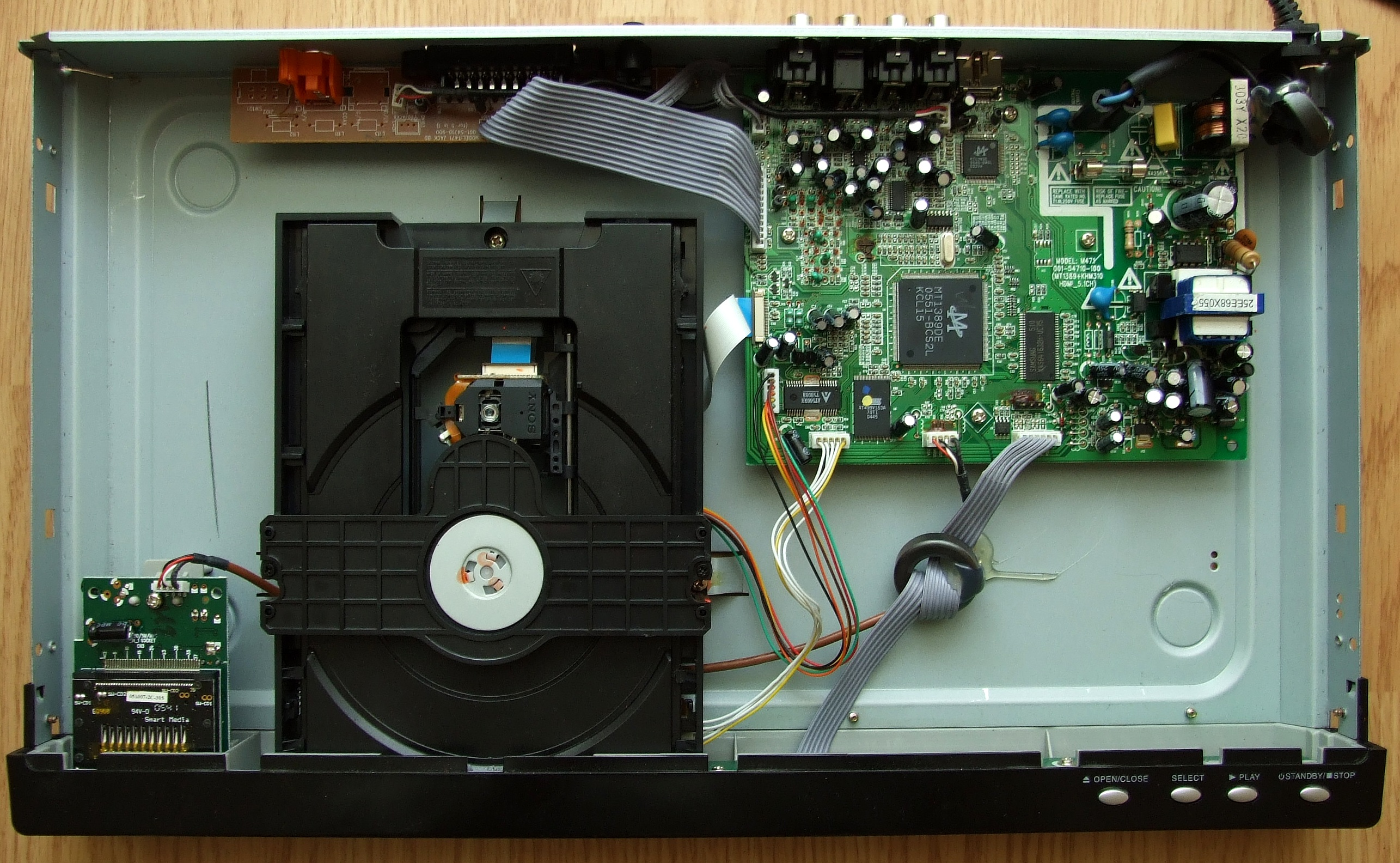
«Начинка» сучасного DVD-програвача

## Відтворення CD/DVD/RMVB
Крім того, більшість програвачів DVD дозволяє користувачам відтворювати аудіо-компакт-диски (CDDA, MP3, і т. д.) і відео-компакт-диски (VCD). Деякі мають у своєму складі декодер для домашнього кінотеатру (наприклад, Dolby Digital, Digital Theater Systems (DTS)). Деякі нові пристрої також відтворюють відео в стисненому форматі MPEG-4 ASP (наприклад, DivX), популярному в Інтернеті, так само добре, як і RMVB.

## Портативні програвачі
Більшість апаратних DVD-програвачів повинні мати підключення до телевізора; існують також портативні пристрої, які мають РК-екран і стереодинаміки. Портативні DVD-програвачі часто використовуються для тривалих поїздок автомобілем та у інших поїздках.